# Еліта (Ульяновська область)
Еліта (рос. Элита) — селище в Сурському районі Ульяновської області Російської Федерації.
Населення становить 105 осіб. Входить до складу муніципального утворення Лавинське сільське поселення.

## Історія
Від 2004 року входить до складу муніципального утворення Лавинське сільське поселення.

## Населення
| 2010 |
| ---- |
| 105  |